# Raoul de Caen
Raoul de Caen (n. înainte de 1079–d. după 1130) este presupusul autor al cronicii intitulate Gesta Tancredi in expeditione Hierosolymitana ("Faptele lui Tancred în cruciada asupra Ierusalimului"), numită și în forma scurtă, Gesta Tancredi, scrisă atât în versiuri, cât și în proză, în latină.
Raoul este cunoscut prin cronica sa, deși se mai cunoaște că ar fi activat drept capelan al lui Bohemund de Tarent pe parcursul primei cruciade. El era originar din orașul Caen din Normandia și a fost elev al lui Arnulf de Chocques, viitor Patriarh Latin de Ierusalim. În vreme ce Arnulf a plecat în cruciadă în anturajul ducelui Robert al II-lea de Normandia, Raoul l-a însoțit pe Bohemund, inclusiv în cadrul întoarcerii acestuia în Europa. După sosirea alături de același Bohemund în Palestina în 1107, Raoul a trecut în serviciul nepotului acestuia, Tancred, care a guvernat ca regent Principatul de Antiohia între 1108 și 1112.
Textul cronicii oferă o narațiune excepțională despre Prima cruciadă și evenimentele adiacente acesteia.
Deși Gesta Tancredi este tributară într-o mare măsură istorisilor martorilor oculari, redactarea ei a început abia după moartea lui Tancred (11 decembrie 1112), tocmai pentru a se evita posibilele acuzații de elogiere excesivă a patronilor lui Raoul de Caen. Texul acoperă perioada 1096–1105. Dat fiind că textul se întrerupe în mod abrupt, concluzia este fie că ujltimele secțiuni ale textului, acoperind ultimii șase ani ai carierei lui Tancred, s-au pierdut, fie că autorul a încetat din viață înainte de încheierea cronicii, deși, pe de altă parte, el ar mai fi trăit suficient de mult pentru a menționa moartea lui Bohemund al II-lea, survenită în 1130.
Gesta Tancredi, justificată prin relația apropiată pe care Raoul a avut-o cu Bohemund și cu Tancred, se axează pe faptele acestor doi, deși este dedicată patriarhului Arnulf de Chocques.
Totodată, Gesta Tancredi reprezintă cea mai importantă sursă latină pentru campaniile normanzilor în Cilicia (1097–1108), ca și pentru stăpânirea normandă asupra Antiohiei.
Ca fapt destul de singular, Raoul de Caen a primit o bună educație în latina clasică. Pe lângă Virgiliu, a cărui operă Raoul o cunoaște foarte bine, el era familiar și cu Ovidiu, care încă nu era popular în Occident, și chiar cu Horațiu, care nu s-a bucurat de vreo reputație în evul mediu occidental. Cronicarul s-a documentat cosultând istorici romani: Titus Livius și Caesar (cu ale sale Commentarii de Bello Gallico), pe care și i-a luat drept modele, ca și Pharsalia lui Lucan și istoria lui Sallustius.
Narațiunea (cuprinzând 157 de secțiuni) este realizată în proză atunci când descrie evenimentele, după care devine poem epic atunci când se referă la capturarea lui Tancred.